# Église en bois de l'Ascension de Kola
Pour les articles homonymes, voir Église de l'Ascension.
Ne doit pas être confondu avec Église de l'Ascension de Kola.
L'église en bois de l'Ascension (en serbe cyrillique : Храм Вазнесења Господњег (брвнара) ; en serbe latin : Hram Vaznesenja Gospodnjeg (brvnara)) est située en Bosnie-Herzégovine, sur le territoire du village de Kola et sur celui de la Ville de Banja Luka. Cette église en bois, construite à la fin du XVIIIe siècle, est inscrite sur la liste des monuments nationaux de Bosnie-Herzégovine.